# Portlakopf
Der Portlakopf ist ein 1905 m ü. A. hoher Nebengipfel des Portlahorns im Bregenzerwaldgebirge. Er liegt auf dem Gemeindegebiet von Damüls (etwa 800 m von der Gemeindegrenze von Dornbirn bzw. 1000 m von Laterns entfernt). Die Portlaalpe ist etwa 300 m und das Furkajoch etwa 1,3 km Luftlinie entfernt.

## Lage
Das Portlakopf ist Teil der Gruppe der Damülser Berge und ein auffallender, ausgeprägter, Gipfel. Die Vegetation besteht aus dichten Stauden aus Heidelbeeren, Alpenrosen, Wacholder und Tannen usw.
Der Mellenbach entspringt knapp unterhalb der Spitze des Portlakopfs.

## Benachbarte Gipfel und Seen
Im Norden, etwa 1100 m Luftlinie entfernt, das Portlahorn (2010 m ü. A.), dann etwa 1300 m entfernt der Blaue See und etwa 2400 m entfernt der Hübsche Bühel (2032 m ü. A.). Nordnordwest, etwa 2800 m entfernt die Sünser Spitze (2061 m ü. A.) und Nordnordost, etwa 2600 m Luftlinie der Ragazer Blanken (2051 m ü. A.). Zum westlich gelegenen Portla Fürkele sind es etwa 250 m Luftlinie.

## Wandern
Der nächstgelegene Wander-Stützpunkt ist die Portlaalpe (1710 m ü. A., nur im Sommer bewirtschaftet) und das Freschenhaus (1846 m ü. A.). Auch andere umliegende Alpen (z. B. Sünser Alpe) sind nur im Sommer bewirtschaftet.
Der Weg über die Portlaalpe (Nähe Furkajoch) auf den Berggipfel kann in etwa 1 Stunde bewältigt werden (195 Höhenmeter). Eine Wanderung von Damüls über die Sieben Hügel, das Sünser Joch über das Portlahorn auf den Portlakopf benötigt etwa im Gesamten 6 bis 7 Stunden (etwa 600 Höhenmeter).

## Karten
Kompass Karte 1:50.000, Blatt 2 Bregenzerwald – Westallgäu,